# Croton subasperrimum
Croton subasperrimum är en törelväxtart som beskrevs av Secco, P.E.Berry och Rosário. Croton subasperrimum ingår i släktet Croton och familjen törelväxter. Inga underarter finns listade i Catalogue of Life.